# Olympische Winterspiele 2006/Teilnehmer (Slowakei)
| Gelbes Symbol für Goldmedaillen mit stilisierten Olympischen Ringen | Graues Symbol für Silbermedaillen mit stilisierten Olympischen Ringen | Braundes Symbol für Bronzemedaillen mit stilisierten Olympischen Ringen |
| ------------------------------------------------------------------- | --------------------------------------------------------------------- | ----------------------------------------------------------------------- |
| —                                                                   | 1                                                                     | —                                                                       |

Die Slowakei trat bei den Olympischen Winterspielen 2006 im italienischen Turin mit 61 Athleten an.

## Flaggenträger
Der Rennrodler Walter Marx trug die Flagge der Slowakei während der Eröffnungsfeier, bei der Schlussfeier wurde sie vom Skilangläufer Martin Bajčičák getragen.

## Teilnehmer nach Sportarten

### Biathlon
- Soňa Mihoková
Biathlon, Damen, 15 km: 48. Platz; 56:29,5 min; +7:05,4 min
- Anna Murínová
- Martina Halinárová
Biathlon, Damen, 15 km: 35. Platz; 55:17,7 min; +5:53,6 min
- Marcela Pavkovčeková
Biathlon, Damen, 15 km: 23. Platz; 53:52,8 min; +4:28,7 min
- Jana Gereková
Biathlon, Damen, 15 km: 59. Platz; 58:37,2 min; +9:13,1 min
- Pavol Hurajt
Biathlon, Herren, 20 km: 29. Platz; 58:49,6 min; +4:26,6 min
Biathlon, Herren, 10 km: 31. Platz; 28:17,8 min; +2:06,2 min
- Marek Matiaško
Biathlon, Herren, 20 km: 5. Platz; 55:48,6 min; +1:25,6 min
Biathlon, Herren, 10 km: 73. Platz; 30:11,0 min; +3:59,4 min
- Miroslav Matiaško
Biathlon, Herren, 20 km: 38. Platz; 59:43,8 min; +5:20,8 min
Biathlon, Herren, 10 km: 53. Platz; 29:13,0 min; +3:01,4 min
- Dušan Šimočko
Biathlon, Herren, 20 km: 56. Platz; 1:01:37,8 h; +7:14,8 min
- Matej Kazár
Biathlon, Herren, 10 km: 59. Platz; 29:29,4 min; +3:17,8 min

### Bob
- Milan Jagnešák
- Viktor Rájek
- Andrej Benda
- Róbert Kresťanko
- Branislav Prieložný

### Eishockey
Goalies
- Peter Budaj
- Karol Križan
- Ján Lašák

Verteidiger
- Zdeno Chára
- Milan Jurčina
- Ivan Majeský
- Andrej Meszároš
- Radoslav Suchý
- Martin Štrbák
- Ľubomír Višňovský

Stürmer
- Ľuboš Bartečko
- Peter Bondra
- Pavol Demitra
- Marián Gáborík
- Michal Handzuš
- Marcel Hossa
- Marián Hossa
- Richard Kapuš
- Ronald Petrovický
- Jozef Stümpel
- Tomáš Surový
- Marek Svatoš
- Miroslav Šatan
- Richard Zedník

### Rodeln
- Jozef Ninis
- Jaroslav Slávik
- Veronika Sabolová
- Ľubomír Mick
- Walter Marx
- Jana Šišajová

### Shorttrack
- Matúš Užák
1000 m: im Viertelfinale disqualifiziert
1500 m: im Vorlauf ausgeschieden

### Ski alpin
- Jaroslav Babušiak
Abfahrt, Männer: 49. – 1:58,77 min
Alpine Kombination, Männer: 27. – 3:20,78 min
- Jana Gantnerová
Abfahrt, Damen: 36. Platz – 2:04,60 min
- Ivan Heimschild
Abfahrt, Männer: ausgeschieden
Alpine Kombination, Männer: 25. – 3:18,41 min
- Eva Hučková
Abfahrt, Damen: 37. Platz – 2:05,32 min
- Soňa Maculová
Abfahrt, Damen: 35. Platz – 2:03,63 min
- Veronika Zuzulová

### Ski nordisch
Langlauf
- Martin Bajčičák
- Ivan Bátory
- Michal Malák
- Martin Otčenáš
- Alena Procházková
- Katarína Garajová

 Skispringen
- Martin Mesík

### Snowboard
- Radoslav Židek
Boardercross, Silbermedaillengewinner